# أغسطس رووي
أغسطس رووي هو طبيب وسياسي كندي، ولد في 2 أغسطس 1920 في كندا، وتوفي في 20 يوليو 2013 في تورونتو في كندا. حزبياً، نشط في حزب المحافظين التقدمي في نيوفندلاند ولابرادور ‏.